# شاندور کاتونا
شاندور کاتونا (مجاری: Katona Sándor; ۲۱ فوریهٔ ۱۹۴۳ – ۱۶ مهٔ ۲۰۰۹) بازیکن فوتبال اهل مجارستان بود.
از باشگاه‌هایی که در آن بازی کرده‌است می‌توان به باشگاه فوتبال فرنتس‌واروش و باشگاه فوتبال بوداپست هونود اشاره کرد. وی به‌همراه تیم ملی فوتبال مجارستان در بازی‌های المپیک تابستانی ۱۹۶۴ به مقام قهرمانی دست پیدا کرده‌است.